# Selección de fútbol de Magreb
La Selección de Fútbol de Magreb es el equipo que representa la diáspora marroquí en Inglaterra. Fue fundado en 2019. 
No está afiliado a la FIFA o a la CAF, y por lo tanto no puede competir en los torneos que estos organizan. A pesar de no ser miembro de la WUFA, Magreb participó de la WUFA World Series 2021, terminando en cuarto y último lugar.

## Desempeño en competiciones
| WUFA World Series | WUFA World Series | WUFA World Series | WUFA World Series | WUFA World Series | WUFA World Series | WUFA World Series | WUFA World Series | WUFA World Series |
| Año               | Posición          | PJ                | PG                | PE                | PP                | GF                | GC                |                   |
| ----------------- | ----------------- | ----------------- | ----------------- | ----------------- | ----------------- | ----------------- | ----------------- | ----------------- |
| 2021              | 4º                | 2                 | 0                 | 0                 | 2                 | 2                 | 5                 |                   |
| Total             | 1/1               | 2                 | 0                 | 0                 | 2                 | 2                 | 5                 |                   |

## Partidos
| Fecha      | Estadio | Lugar              | Competición            | Rival  | Resultado |
| ---------- | ------- | ------------------ | ---------------------- | ------ | --------- |
| 16-05-2021 | -       | Surrey, Inglaterra | WUFA World Series 2021 | Barāwe | 1-3       |
| 23-05-2021 | -       | Surrey, Inglaterra | WUFA World Series 2021 | Surrey | 1-2       |